# Mihăileni (Sibiu)
Mihăileni é uma comuna romena localizada no distrito de Sibiu, na região histórica da Transilvânia. A comuna possui uma área de 77.69 km² e sua população era de 932 habitantes segundo o censo de 2007.